# Procinetus
Procinetus is een geslacht van insecten uit de orde vliesvleugeligen (Hymenoptera) en de familie Ichneumonidae.

## Soorten
- P. algericus Schmiedeknecht, 1907
- P. brevicauda Kasparyan, 1985
- P. crudelis (Kriechbaumer, 1896)
- P. decimator (Gravenhorst, 1829)
- P. kokujevi Kasparyan, 1985
- P. venator Viktorov, 1968
- P. vipioniformis Schmiedeknecht, 1907